# Varaždinske Toplice
Varaždinske Toplice is een stad en gemeente in de Kroatische provincie Varaždin.
Varaždinske Toplice telt 6973 inwoners.

## Plaatsen in de gemeente
Boričevec Toplički, Črnile, Čurilovec, Donja Poljana, Drenovec, Gornja Poljana, Grešćevina, Hrastovec Toplički, Jalševec Svibovečki, Jarki Horvatićevi, Leskovec Toplički, Lovrentovec, Lukačevec Toplički, Martinkovec, Petkovec Toplički, Pišćanovec, Retkovec Svibovečki, Rukljevina, Svibovec, Škarnik, Tuhovec, Varaždinske Toplice en Vrtlinovec.
Steden (gradovi): Varaždin · Ivanec · Lepoglava · Ludbreg · Novi Marof · Varaždinske Toplice

Gemeenten (općine): Bednja · Beretinec · Breznica · Breznički Hum · Cestica · Donja Voća · Gornji Kneginec · Jalžabet · Klenovnik · Ljubešćica · Mali Bukovec · Martijanec · Maruševec · Petrijanec · Sračinec · Sveti Đurđ · Sveti Ilija · Trnovec Bartolovečki · Veliki Bukovec · Vidovec · Vinica · Visoko